# (73875) 1997 BS4
(73875) 1997 BS4 – planetoida z pasa głównego asteroid okrążająca Słońce w ciągu 3,71 lat w średniej odległości 2,4 j.a. Odkryta 31 stycznia 1997 roku.